# Ázsia-játékok
Az Ázsia-játékok (nemzetközi nevén Asian Games vagy Asiad) több sportágat magába foglaló nemzetközi eseménysorozat, melyen ázsiai országok sportolói vesznek részt. Négyévente rendezik, először 1951-ben, Új-Delhiben tartották. 1978-ig az Ázsia-játékok Szövetsége (Asian Games Federation, AGF) felügyelte, az 1982-es játékok óta az Ázsiai Olimpiai Bizottság (Olympic Council of Asia, OCA) rendezi. Az Ázsia-játékokat hivatalosan is elismeri a Nemzetközi Olimpiai Bizottság, és az olimpiai játékok után a második legnagyobb, több sportágas nemzetközi rendezvényként tartják számon.
Az Ázsia-játékok sportágai mellett 2005–2009 között kétévente rendezték meg az Ázsiai beltéri játékokat, majd 2013 óta ez utóbbi rendezvénynek Ázsiai beltéri és harcművészeti játékok az elnevezése.

## Története
Az Ázsia-játékok előtt Ázsiában korábban létezett a Távol-keleti bajnoki játékok (Far Eastern Championship Games), melyet Elwood Brown (a YMCA fülöp-szigeteki szervezetének testnevelési igazgatója) ötlete alapján hoztak létre. 1913-ban, Manilában rendezték meg először, 1934-ben utoljára, mivel Japán 1937-ben megtámadta Kínát, így az 1938-ra tervezett oszakai bajnokság elmaradt.
A második világháború után, az 1948. évi nyári olimpiai játékok során Kína és a Fülöp-szigetek tárgyalni kezdtek a Távol-keleti bajnoki játékok felélesztése érdekében. Guru Dutt Szondhi, az indiai olimpiai bizottság egyik tagja új játékok ötletét vetette fel, ez lett aztán az Ázsia-játékok. 1949. február 13-án létrejött az Ázsiai Atlétikai Szövetség, majd bejelentették az első játékok helyszínét, Új-Delhit.

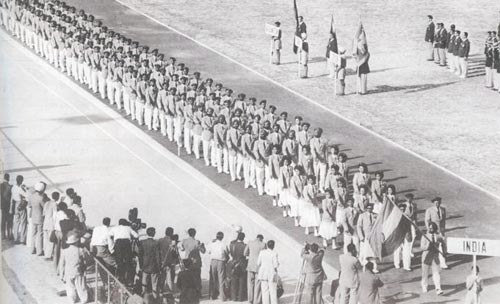
Az első Ázsia-játékok megnyitója

## Résztvevők
Az Ázsiai Olimpiai Bizottság mind a 45 tagállama jogosult részt venni a játékokon. Eredetileg 46 ország küldött sportolókat az Ázsia-játékokra, azonban 1976-ban Izraelt eltiltották a részvételtől, biztonsági okokra hivatkozva. 1982-ben Izrael újra kérvényezte a részvételét a játékokra, azonban a tiltást a szervezők fenntartották.
A transzkontinentális országok közül Kazahsztán részt vesz az Ázsia-játékokon, Egyiptom azonban az Afrika-játékokon szerepel inkább. Törökország, Oroszország, Azerbajdzsán és Grúzia az Európa-játékokon szerepel, ahogy a földrajzilag teljes egészében Ázsiában fekvő Ciprus, Örményország és Izrael is.
Tajvan 1990 óta Kínai Tajpej (Chinese Taipei) néven vesz részt a játékokon. Makaó részt vehet az Ázsia-játékokon annak ellenére, hogy a Nemzetközi Olimpiai Bizottság nem ismeri el, így az olimpiai játékokon nem vehet részt.

## Ázsia-játékok listája
| #     | Év   | Helyszín            | Ország         | Kezdete          | Vége             | Nemzetek         | Sportolók        | Sportágak        | Események        | Legtöbb érmet szerző ország | Hiv.   |
| ----- | ---- | ------------------- | -------------- | ---------------- | ---------------- | ---------------- | ---------------- | ---------------- | ---------------- | --------------------------- | ------ |
| I     | 1951 | Új-Delhi            | India          | március 4.       | március 11.      | 11               | 489              | 6                | 57               | Japán                       | [ 14 ] |
| II    | 1954 | Manila              | Fülöp-szigetek | május 1.         | május 9.         | 18               | 970              | 8                | 76               | Japán                       | [ 15 ] |
| III   | 1958 | Tokió               | Japán          | május 24.        | június 1.        | 16               | 1820             | 13               | 97               | Japán                       | [ 16 ] |
| IV    | 1962 | Jakarta             | Indonézia      | augusztus 24.    | szeptember 4.    | 12               | 1460             | 13               | 88               | Japán                       | [ 17 ] |
| V     | 1966 | Bangkok             | Thaiföld       | december 9.      | december 20.     | 16               | 1945             | 14               | 143              | Japán                       | [ 18 ] |
| VI    | 1970 | Bangkok             | Thaiföld       | december 9.      | december 20.     | 16               | 2400             | 13               | 135              | Japán                       | [ 19 ] |
| VII   | 1974 | Teherán             | Irán           | szeptember 1.    | szeptember 16.   | 19               | 3010             | 16               | 202              | Japán                       | [ 20 ] |
| VIII  | 1978 | Bangkok             | Thaiföld       | december 9.      | december 20.     | 19               | 3842             | 19               | 201              | Japán                       | [ 21 ] |
| IX    | 1982 | Új-Delhi            | India          | november 19.     | december 4.      | 23               | 3411             | 21               | 147              | Kína                        | [ 22 ] |
| X     | 1986 | Szöul               | Dél-Korea      | szeptember 20.   | október 5.       | 22               | 4839             | 25               | 270              | Kína                        | [ 23 ] |
| XI    | 1990 | Peking              | Kína           | szeptember 22.   | október 7.       | 36               | 6122             | 27               | 310              | Kína                        | [ 24 ] |
| XII   | 1994 | Hirosima            | Japán          | október 2.       | október 16.      | 42               | 6828             | 34               | 338              | Kína                        | [ 25 ] |
| XIII  | 1998 | Bangkok             | Thaiföld       | december 6.      | december 20.     | 41               | 6554             | 36               | 377              | Kína                        | [ 26 ] |
| XIV   | 2002 | Puszan (Busan)      | Dél-Korea      | szeptember 29.   | október 14.      | 44               | 7711             | 38               | 419              | Kína                        | [ 27 ] |
| XV    | 2006 | Doha                | Katar          | december 1.      | december 15.     | 45               | 9520             | 39               | 424              | Kína                        | [ 28 ] |
| XVI   | 2010 | Kanton              | Kína           | november 12.     | november 27.     | 45               | 9704             | 42               | 476              | Kína                        | [ 29 ] |
| XVII  | 2014 | Incshon (Incheon)   | Dél-Korea      | szeptember 19.   | október 4.       | 45               | 9501             | 36               | 439              | Kína                        | [ 30 ] |
| XVIII | 2018 | Jakarta-Palembang   | Indonézia      | augusztus 18.    | szeptember 2.    | 45               | 11 300           | 40               | 465              | Kína                        | [ 31 ] |
| XIX   | 2022 | Hangcsou (Hangzhou) | Kína           | szeptember 23.   | október 8.       | 46               |                  | 61               | 481              | Kína                        | [ 32 ] |
| XX    | 2026 | Nagoja              | Japán          | szeptember 19.   | október 4.       | jövőbeli esemény | jövőbeli esemény | jövőbeli esemény | jövőbeli esemény | jövőbeli esemény            | [ 33 ] |
| XXI   | 2030 | Doha                | Katar          | jövőbeli esemény | jövőbeli esemény | jövőbeli esemény | jövőbeli esemény | jövőbeli esemény | jövőbeli esemény | jövőbeli esemény            |        |
| XXII  | 2034 | Rijád               | Szaúd-Arábia   | jövőbeli esemény | jövőbeli esemény | jövőbeli esemény | jövőbeli esemény | jövőbeli esemény | jövőbeli esemény | jövőbeli esemény            |        |

## Éremtáblázat
Az Ázsia-játékok tíz legeredményesebb nemzete 2018-cal bezárólag:
| #   | Ország         | Arany | Ezüst | Bronz | Összesen |
| 1.  | Kína           | 1355  | 928   | 693   | 2976     |
| 2.  | Japán          | 957   | 980   | 912   | 2849     |
| 3.  | Dél-Korea      | 697   | 602   | 757   | 2056     |
| 4.  | India          | 137   | 177   | 282   | 596      |
| 5.  | Thaiföld       | 121   | 159   | 232   | 512      |
| 6.  | Kazahsztán     | 138   | 142   | 201   | 481      |
| 7.  | Irán           | 149   | 151   | 180   | 480      |
| 8.  | Fülöp-szigetek | 63    | 112   | 215   | 390      |
| 9.  | Indonézia      | 81    | 107   | 197   | 385      |
| 10. | Tajvan         | 68    | 100   | 197   | 365      |

## Legértékesebb játékos
A legértékesebb játékos díját 1998 óta osztják ki.
| Év   | Sportoló                    | Sportág     | Hiv.   |
| ---- | --------------------------- | ----------- | ------ |
| 1998 | Itó Kódzsi                  | atlétika    | [ 35 ] |
| 2002 | Kitadzsima Kószuke          | úszás       | [ 35 ] |
| 2006 | Pak Thehvan (Park Tae-hwan) | úszás       | [ 36 ] |
| 2010 | Lin Tan (Lin Dan)           | tollaslabda | [ 37 ] |
| 2014 | Hagino Kószuke              | úszás       | [ 38 ] |
| 2018 | Ikee Rikako                 | úszás       | [ 39 ] |